# 스베르케르 1세

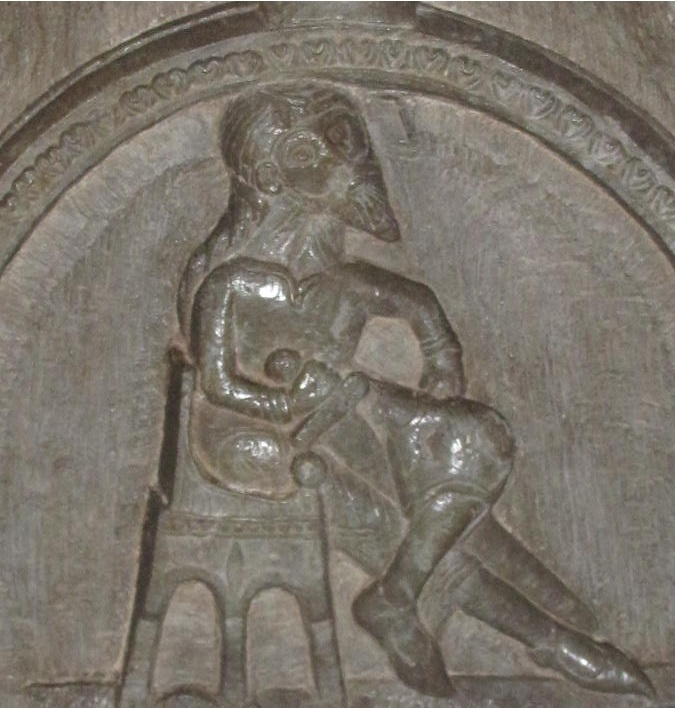
스베르케르 1세를 묘사한 부조

스베르케르 1세(스웨덴어: Sverker I, 생년 미상 ~ 1156년 12월 25일)은 스웨덴의 국왕(재위: 1132년 ~ 1156년)이다. 연장자 스베르케르(스웨덴어: Sverker den äldre 스베르케르 덴 엘드레[*], 고대 스웨덴어: Swærkir konongær gambli)라는 별칭으로 부르기도 한다.

## 생애
외스테르예틀란드(Östergötland)의 대지주 가문인 스베르케르가(Sverker) 출신이다. 1240년경에 출간된 베스테르예틀란드의 법전인 《베스티에탈라겐》(Västgötalagen)에 따르면 스베르케르 1세의 아버지 이름은 코르누베(Cornube)라고 한다. 스베르케르가는 1120년대에 스텡킬가(Stenkil)의 혈통이 단절되면서 권력을 잡았다.
1132년경 덴마크 출신의 왕자였던 스웨덴의 망누스 1세 국왕을 몰아내고 스웨덴의 국왕으로 즉위했다. 1130년대에는 베스테르예틀란드(Västergötland)를 정복했고 1142년에는 노브고로드 공화국을 침공했다. 스웨덴과 노브고로드 공화국은 두 나라의 가문 간의 결혼으로 인해 오랫동안의 평화를 유지했다.
1156년 크리스마스(12월 25일)에 알바스트라(Alvastra) 수도원에서 열린 종교 행사에 참석하기 위해 가던 도중에 수도원 인근에 있는 알레베크(Alebäck) 다리에서 피살당했다. 범인은 스웨덴의 왕위 요구자였던 덴마크 출신의 왕자인 망누스 헨릭손(Magnus Henriksson, 망누스 2세)로 추정된다. 그의 왕위는 에리크가 출신인 에리크 9세가 승계받았다.
스베르케르 1세의 첫째 부인은 잉에 2세 국왕의 미망인인 울브힐드 호콘스도테르(Ulvhild Håkansdotter)이다. 울브힐드 호콘스도테르와의 사이에서는 아들 칼(Karl, 스웨덴의 칼 7세 국왕), 딸 헬레나(Helena, 덴마크의 크누드 5세 국왕의 아내) 등을 두었다. 스베르케르 1세의 둘째 부인은 망누스 1세 국왕의 옛 아내인 폴란드의 리헤자(Richeza)이다.
| 전임 망누스 1세 | 스웨덴의 국왕 1132년 ~ 1156년 | 후임 에리크 9세 |